# کوزووف شلاختسکی
کوزووف شلاختسکی (به لهستانی:  Kozłów Szlachecki) یک روستا در لهستان است که در گمینا نووا سوخا واقع شده‌است.